# Xysticus asper
Xysticus asper is een spinnensoort uit de familie van de krabspinnen (Thomisidae).
De wetenschappelijke naam van de soort werd in 1838 als Thomisus asper gepubliceerd door Hippolyte Lucas.